# St Patrick's Athletic Football Club
El St Patrick's Athletic Football Club (en irlandés: Cumann Peile Lúthchleas Phádraig Naofa) es un club de fútbol de Irlanda, con sede en Dublín. Fue fundado en 1929 y compite en la Premier Division, máxima categoría del fútbol irlandés.

## Historia
Fundado en 1929, el St Patrick's Athletic F.C. se convirtieron en rápidamente el equipo intermedio superior del balompié en Irlanda. En 1951, se inscribieron a liga de Irlanda y lograron llegar a campeones en su primer año. El gran equipo de los años 50 y de los años 60 ganaría 3 campeonatos y 2 Copas nacionales. Los años 60 y los años 70 eran muy reservados. En 1986 designaron a Brian Kerr director técnico. Él daría vuelta al club alrededor. ‘Los santos’ ganaron el campeonato 4 veces en los años 90. 
Luego, surgió una nueva generación de héroes del fútbol en los colores de Pats con grandes como Eddie Gormley, Paul Osam y Ricky O'Flaherty junto con emocionantes estrellas jóvenes como Colin Hawkins y Trevor Molloy. Cuando Kerr renunció para ocupar el puesto de Director de Coaching en la FAI, Pat Dolan continuó con el buen trabajo y luego Liam Buckley se instaló como gerente. La gloria continuó a medida que se aseguraron más campeonatos de liga en 1998 y 1999 que llevaron a la clasificación europea y un meritorio empate 0-0 con el famoso Celtic en Celtic Park, después el club perdió el partido de vuelta en Dublín, pero el empate fuera de casa fue un gran impulso para el fútbol irlandés contra un club tan famoso en el juego mundial. 
En el nuevo siglo, el éxito continuó brevemente, ya que St Pats ganó la Copa de la Liga de Irlanda y la Copa Senior de Leinster en 2000/01. Tras varios años de sequía, en 2013, el club salió campeón de la Liga Irlandesa, obteniendo su 8° título, bajo el mando de Liam Buckley.

## Estadio

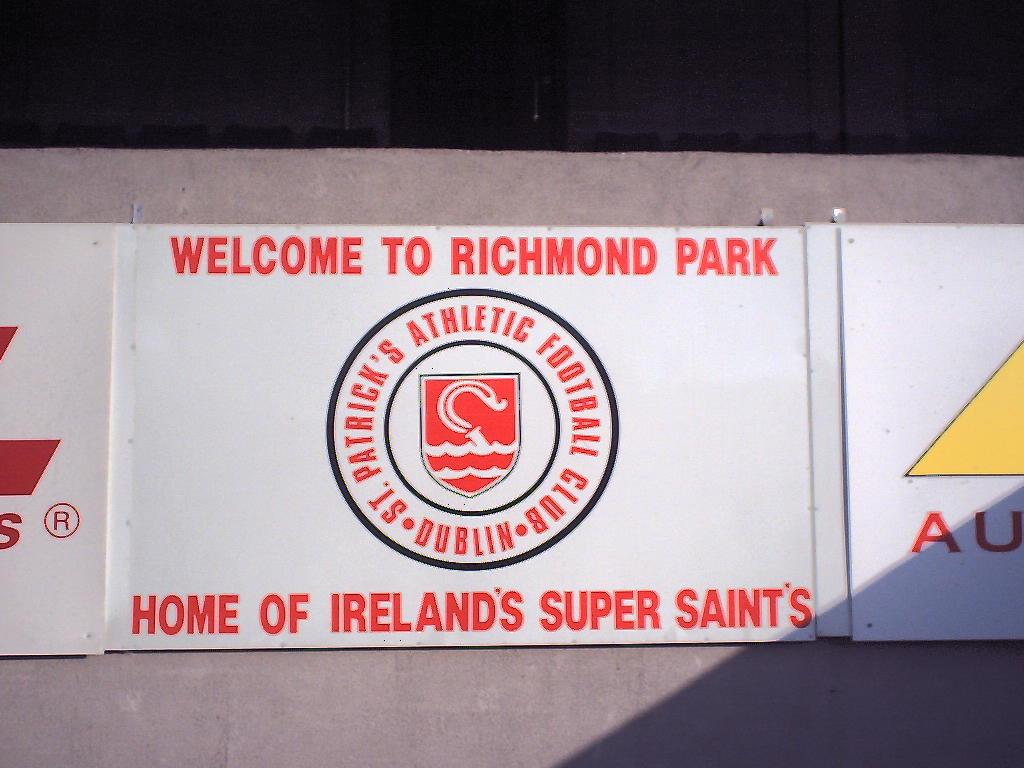
Escudo del club en la fachada del Richmond Park.

Richmond Park, el estadio local de St Patrick's Athletic FC, está situado en el suburbio de Dublín de Inchicore. El área donde ahora se encuentra el terreno fue utilizada anteriormente como área recreativa por el ejército británico, que estaba estacionado en el cercano cuartel de Richmond, ambos nombrados en honor a Charles Lennox.

## Uniforme
El uniforme titular consiste en una camisa roja con cuello blanco y una V blanca, shorts blancos y medias rojas. Desde que el uniforme pasó a ser rojo con rayas blancas, shorts blancos y medias rojas raras veces cambia el diseño.

### Proveedor y patrocinadores
| Periodo       | Proveedor   | Sponsors                        |
| ------------- | ----------- | ------------------------------- |
| 1930–1970s    | Desconocido | Ninguno                         |
| 1970's        | Admiral     | Ninguno                         |
| 1980–82       | Adidas      | Ninguno                         |
| 1982–83       | Adidas      | Ideal Motors                    |
| 1989–1990     | Spall       | DHL                             |
| 1990–1991     | Spall       | Peat Briquettes                 |
| 1991–1992     | Spall       | First Citizen                   |
| 1993          | Spall       | Ninguno                         |
| 1994          | Spall       | Liberty Air Technology          |
| 1993–1994     | O'Neills    | Aircare                         |
| 1994–2004     | O'Neills    | Autoglass                       |
| 2004–2005     | Umbro       | Autoglass                       |
| 2004–2006     | Umbro       | Smart Telecom                   |
| 2007          | Umbro       | McDowell's                      |
| 2007–2009     | Umbro       | Paddy Power                     |
| 2010–2012     | Umbro       | Nissan                          |
| 2013–2016     | Umbro       | Clune Construction Company L.P. |
| 2017          | Umbro       | Pieta House                     |
| 2018–2021     | Umbro       | MIG Insurance Brokers           |
| 2022–Presente | Umbro       | Manguard Plus                   |

### Evolución

#### Local
|  | años 1930 |  | 1975–76 |  | 1980–82 |  | 1982–83 |  | 1989–90 |  | 1990–91 |

|  | 1991–92 |  | 1992–94 |  | 1994–95 |  | 1997–98 |  | 2004 |  | 2005–06 |

|  | 2007–08 |  | 2009 |  | 2010–11 |  | 2012 |  | 2013 |  | 2014–15 |

|  | 2016–17 |  | 2018–19 |  | 2020 |  | 2021 |  | 2022 |

#### Visita
|  | 1990–92 |  | 1992–94 |  | 1994–96 |  | 1999–2000 |  | 2001–2002 |  | 2003 |

|  | 2004 |  | 2005–06 |  | 2006–07 |  | 2008–09 |  | 2010–11 |  | 2012 |

|  | 2013–14 |  | 2015–16 |  | 2017–18 |  | 2019 |  | 2020 |  | 2021 |

|  | 2022 |

#### Alternativo
|  | 2004 |  | 2008 |  | 2010 |  | 2011 |  | 2013 |  | 2016–17 |

|  | 2018–19 |

## Palmarés

### Torneos nacionales
- Liga de Irlanda (9): 1951-52, 1954-55, 1955-56, 1989-90, 1995-96, 1997-98, 1998-99, 2001-02, 2013
- Copa de Irlanda (5): 1958-59, 1960-61, 2014, 2021, 2023
- Copa de la Liga de Irlanda (4): 2000-01, 2003, 2015, 2016
- Supercopa de Irlanda (1): 1999-00
- Escudo de la Liga de Irlanda (1): 1959-60
- Copa de la Ciudad de Dublín (3): 1953-54, 1955-56, 1975-76
- Copa Intermedia (3): 1947-48, 1948-49, 1952-53

### Torneos regionales
- Liga de Leinster (5): 1947-48, 1948-49, 1949-50, 1950-51, 1955-56, 1956-57
- Copa de Leinster (9): 1947-48, 1982-83, 1986-87, 1989-90, 1990-91, 1999-00, 2010-11, 2013-14, 2018-19

## Participación en competiciones de la UEFA

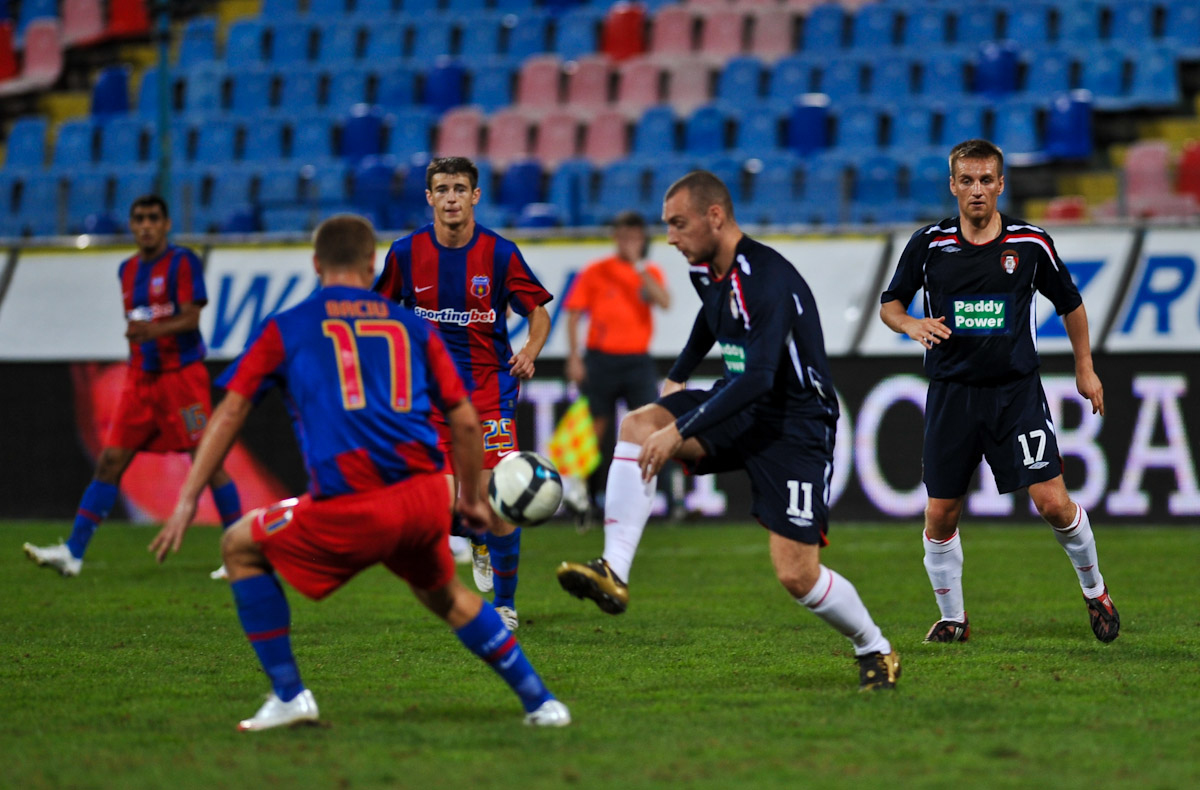
FC Steaua Bucarest V St Patrick's Athletic F.C. el 20 de agosto de 2009

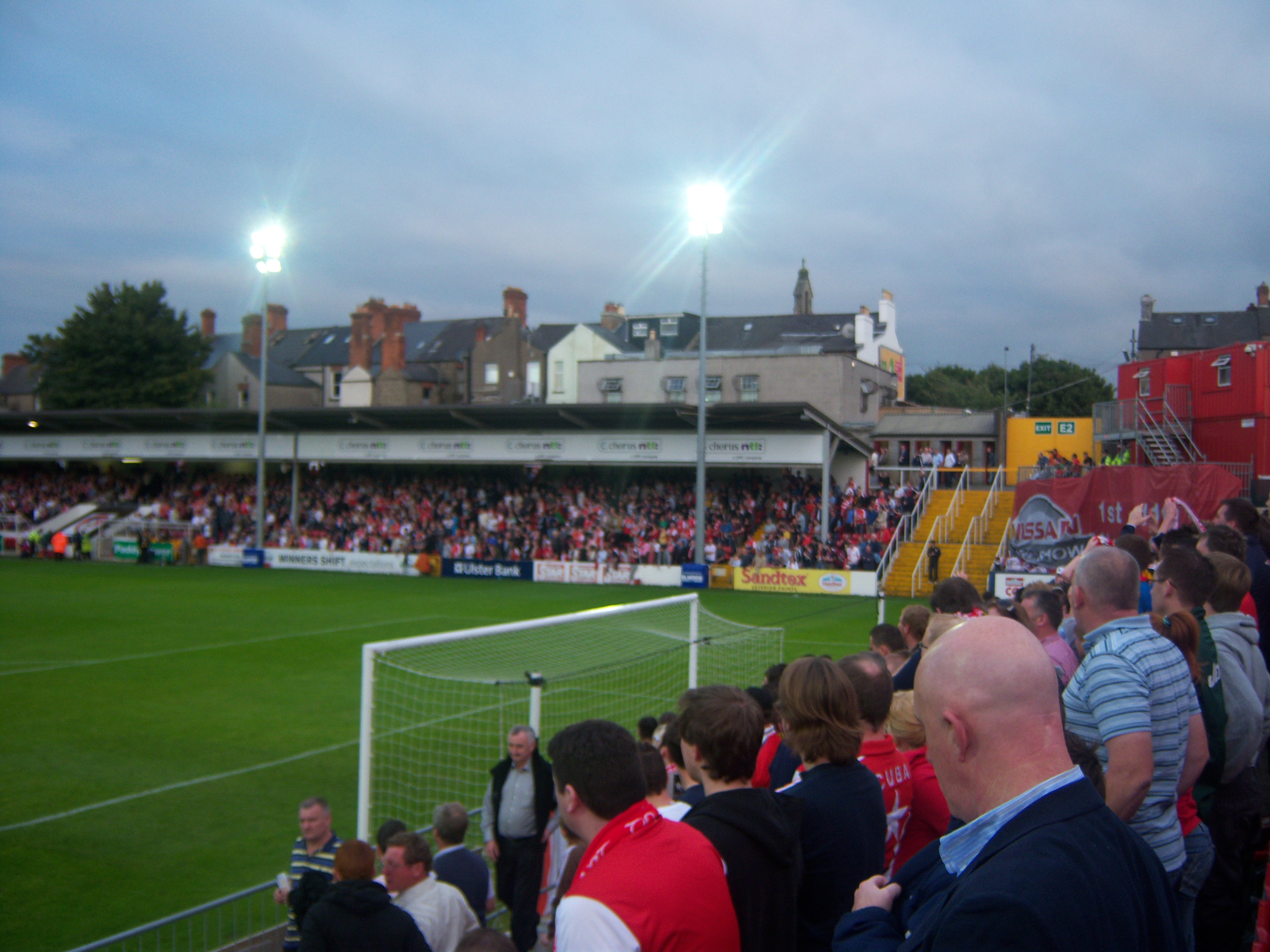
El Richmond Park antes del partido por la UEFA Cup ante el IF Elfsborg

### Récord por torneo
| Torneo                                                 | J  | G  | E  | P  | GF | GC  |
| ------------------------------------------------------ | -- | -- | -- | -- | -- | --- |
| European Cup / UEFA Champions League                   | 8  | 0  | 3  | 5  | 2  | 23  |
| Inter-Cities Fairs Cup / UEFA Cup / UEFA Europa League | 42 | 10 | 7  | 25 | 39 | 70  |
| UEFA Europa Conference League / UEFA Conference League | 12 | 4  | 4  | 4  | 12 | 13  |
| European Cup Winners' Cup                              | 2  | 0  | 0  | 2  | 1  | 8   |
| UEFA Intertoto Cup                                     | 4  | 2  | 0  | 2  | 6  | 6   |
| TOTAL                                                  | 68 | 16 | 14 | 38 | 60 | 120 |

### Partidos en UEFA
| Temporada | Torneo                        | Ronda            | País                 | Club                      | Marcador            |
| --------- | ----------------------------- | ---------------- | -------------------- | ------------------------- | ------------------- |
| 1961–62   | Cup Winners' Cup              | Preliminar       | Escocia              | Dunfermline Athletic F.C. | 1–4, 0–4            |
| 1967–68   | Inter Cities Fairs Cup        | 1                | Francia              | Bordeaux                  | 1–3, 3–6            |
| 1988–89   | UEFA Cup                      | 1                | Suiza                | Heart of Midlothian F.C.  | 0–2, 0–2            |
| 1990–91   | European Cup                  | 1                | Rumania              | FC Dinamo Bucarest        | 0–4, 1–1            |
| 1996–97   | UEFA Cup                      | Preliminar       | Eslovaquia           | ŠK Slovan Bratislava      | 3–4, 0–1            |
| 1998–99   | UEFA Champions League         | Clasificatoria 1 | Escocia              | Celtic F.C.               | 0–0, 0–2            |
| 1999–00   | UEFA Champions League         | Clasificatoria 1 | Moldavia             | FC Zimbru Chişinău        | 0–5, 0–5            |
| 2002      | Copa Intertoto                | 1                | Croacia              | NK Rijeka                 | 2–3, 1–0 (a)        |
| 2002      | Copa Intertoto                | 2                | Bélgica              | K.A.A. Gent               | 0–2, 3–1 (a)        |
| 2007–08   | UEFA Cup                      | Clasificatoria 1 | Dinamarca            | OB                        | 0–0, 0–5            |
| 2008–09   | UEFA Cup                      | Clasificatoria 1 | Letonia              | JFK Olimps Rīga           | 1–0, 2–0            |
| 2008–09   | UEFA Cup                      | Clasificatoria 2 | Suecia               | IF Elfsborg               | 2–2, 2–1            |
| 2008–09   | UEFA Cup                      | 1                | Alemania             | Hertha de Berlín          | 0–2, 0–0            |
| 2009–10   | UEFA Europa League            | Clasificatoria 2 | Malta                | Valletta F.C.             | 1–1, 1–0            |
| 2009–10   | UEFA Europa League            | Clasificatoria 3 | Rusia                | FC Krylia Sovetov Samara  | 1–0, 2–3 (a)        |
| 2009–10   | UEFA Europa League            | Play-off         | Rumania              | FC Steaua Bucarest        | 0–3, 1–2            |
| 2011–12   | UEFA Europa League            | Clasificatoria 1 | Islandia             | ÍBV                       | 0–1, 2–0            |
| 2011–12   | UEFA Europa League            | Clasificatoria 2 | Kazajistán           | FC Shakhter Karagandy     | 1–2, 2–0            |
| 2011–12   | UEFA Europa League            | Clasificatoria 3 | Ucrania              | Karpaty                   | 0–2, 1–3            |
| 2012–13   | UEFA Europa League            | Clasificatoria 1 | Islandia             | ÍBV                       | 1–0, 1–2 (t.e.) (a) |
| 2012–13   | UEFA Europa League            | Clasificatoria 2 | Bosnia y Herzegovina | NK Široki Brijeg          | 1–1, 2–1 (t.e.) (a) |
| 2012–13   | UEFA Europa League            | Clasificatoria 3 | Alemania             | Hannover 96               | 0–3, 0–2            |
| 2013–14   | UEFA Europa League            | Clasificatoria 1 | Lituania             | Žalgiris                  | 2–2 , 1–2           |
| 2014–15   | UEFA Europa League            | Clasificatoria 2 | Polonia              | Legia Varsovia            | 0–5 , 1–1           |
| 2015-16   | UEFA Europa League            | Clasificatoria 1 | Letonia              | Skonto FC                 | 1-2 , 0-2           |
| 2016-17   | UEFA Europa League            | Clasificatoria 1 | Luxemburgo           | Jeunesse Esch             | 1-0, 1–2 (a)        |
| 2016-17   | UEFA Europa League            | Clasificatoria 2 | Bielorrusia          | FC Dinamo Minsk           | 0–1, 1–1            |
| 2019-20   | UEFA Europa League            | Clasificatoria 1 | Suecia               | Norrköping                | 0–2, 1–2            |
| 2022-23   | UEFA Europa Conference League | Clasificatoria 1 | Eslovenia            | NS Mura                   | 1-1, 0-0 (6-5 p)    |
| 2022-23   | UEFA Europa Conference League | Clasificatoria 2 | Bulgaria             | PFC CSKA Sofia            | 0-2, 1-0            |
| 2023-24   | UEFA Europa Conference League | Clasificatoria 1 | Luxemburgo           | F91 Dudelange             | 2-3, 1–2            |
| 2024-25   | UEFA Europa Conference League | Clasificatoria 2 | Liechtenstein        | FC Vaduz                  | 3-1, 2-2            |
| 2024-25   | UEFA Europa Conference League | Clasificatoria 3 | Azerbaiyán           | Sabah FC                  | 1-0, 1-0            |
| 2024-25   | UEFA Europa Conference League | Playoff          | Turquía              | İstanbul Başakşehir       | 0-0, 0-2            |